# Elise Andrew
Elise Andrew (* 1989) je britská bloggerka, specialistka na sociální média, popularizátorka vědy, autorka webových stránek a televizní show. Je zakladatelkou a správkyní facebookové stránky „I Fucking love science“ (IFLS), stránky k popularizaci vědy, která bude uvedena formou televizní show koncem roku 2014.

## Biografie

### Dětství a vzdělání
Elise byla vychována v Long Melford, Suffolk ve Velké Británii (UK). Promovala na University of Sheffield v roce 2012 s titulem Bakalář biologických věd. Její diplomová práce se zabývala ekologií, zoologií a evolucí.

### Kariéra
Elise pracovala pro LabX Media Group jako manažerka mediálního obsahu, na pozici, kterou zastává dosud. LabX vydává časopis The Scientist, kde se v září roku 2012 objevila řada jejích článků. Do LabX byla přijata, protože jako dobrovolník spravovala facebookové stránky jako I Fucking Love Science, Earth Story, Evolution a The Universe. O její práci na poli sociálních médií psal Cosmopolitan, ScienceWorld, National Geographic Magazine, Maclean’s, Geeked, The Huffington Post, CBS This Morning, New York Daily News, Mashable a Süddeutsche Zeitung.

#### I Fucking love science
Elise spustila facebookovou stránku I fucking love science v březnu roku 2012. Její přátelé jí vyčítali, že zahlcuje jejich facebookové profily příliš mnoha obrázky z vědy a přírody a bizarními fakty z vědy a tak se rozhodla nahrávat je někam jinam. Původně nemělo jít o nic velkého. Po prvním dni na Facebooku měla stránka přes 1000 like a překročila 1 milion like v září roku 2012. V listopadu 2014 měla 18,7 milionů like. Elise v rozhovoru pro časopis Maclean’s v březnu 2013 řekla, že její stránka nemá pouze vysoký počet like, ale že se na ní objevuje mnoho uživatelských diskuzí. Elise je v současnosti jedinou správkyní této stránky. Také provozuje sesterskou stránku Science is Awesome, kde je stejný obsah jako na IFLS, ovšem bez odrazujícího názvu.
V březnu 2013 nahrála Elise na stránku IFLS odkaz na svůj twitterový účet, kde byla také její fotky. Mnoho fanoušků na Facebooku bylo překvapeno, že je Elise žena a reagovali množstvím sexistických, ale i podporujících komentářů. Novináři, jako například Kevin Morris z Daily Dot, Elise podpořili. Nazval jí Neilem deGrasse Tysonem Facebooku. Elise byla šokována překvapením jejích facebookových fanoušků nad jejím pohlavím.
V dubnu roku 2013 si americký blogger Alex Wild, píšící pro Scientific American, všiml, že Elise použila jednu z jeho fotografií hmyzu bez povolení. Zjistil, že 59 ze 100 posledních fotografií na stránce IFLS bylo použito bez uvedení zdroje. Alex Wild obvinil Elise z internetového pirátství fotografií a uměleckých děl na její facebookové stránce, bez žádosti o povolení sdílení od majitelů autorských práv. Podobně se jemenský vědec Hashem Al-Ghaili nechal slyšel, že stránka IFLS byla objektem 6000 stížností na porušení autorských práv v roce 2013.
V srpnu 2013 Elise spolupracovala s Discovery Communications na tvorbě série online videí inspirovaných IFLS. Epizody se objevily na webu Discovery a také na YouTube kanálu IFLS.
Televizní bavič Craig Ferguson oznámil na festivalu SXSW v Austinu v Texasu, že bude spolupracovat se Science Channel a Elise na televizním programu I Fucking Love Science. Ferguson uvede tuto televizní show na konci roku 2014. Show bude částečně animovaná a hraná a bude trvat vždy jednu hodinu.

## Soukromý život
Elise žije a pracuje v Midlandu v Kanadě. V září 2013 si vzala svého snoubence Jake Rivetta a nechala se slyšet, že bude „dlouho čekat“, než bude mít děti. Její oblíbenou vědkyní je Rita LeviMontalcini a oblíbení autoři jsou Richard Dawkins a Neil DeGrasse Tyson.